# Suka Ndebi
Suka Ndebi is een bestuurslaag in het regentschap Karo van de provincie Noord-Sumatra, Indonesië. Suka Ndebi telt 882 inwoners (volkstelling 2010).